# Лісівська сільська рада (Тальнівський район)
Лісі́вська сільська́ ра́да — адміністративно-територіальна одиниця та орган місцевого самоврядування в Тальнівському районі Черкаської області. Адміністративний центр — село Лісове.

## Загальні відомості
- Населення ради: 1 140 осіб (станом на 2001 рік)

## Історія
05.02.1965 Указом Президії Верховної Ради Української РСР передано сільраду з Маньківського району — до складу Тальнівського району.

## Населені пункти
Сільській раді підпорядковані населені пункти:
- с. Лісове

## Склад ради
Рада складалася з 12 депутатів та голови.
- Голова ради: Мельніченко Михайло Андрійович
- Секретар ради: Ринкова Ірина Василівна

### Керівний склад попередніх скликань
| Прізвище, ім'я, по батькові    | Основні відомості                                                 | Дата обрання | Дата звільнення |
| ------------------------------ | ----------------------------------------------------------------- | ------------ | --------------- |
| Мельніченко Михайло Андрійович | Сільський голова, 1967 року народження, освіта вища, безпартійний | 26.03.2006   | 31.10.2010      |
| Мельніченко Михайло Андрійович | Сільський голова, 1967 року народження, освіта вища, безпартійний | 31.10.2010   |                 |

Примітка: таблиця складена за даними сайту Верховної Ради України

### Депутати
За результатами місцевих виборів 2010 року депутатами ради стали:

#### За суб'єктами висування
| Суб'єкт висування | Кількість обраних депутатів | %    |
| ----------------- | --------------------------- | ---- |
| Самовисування     | 10                          | 83,3 |
| Партія регіонів   | 2                           | 16,7 |

#### За округами
| № округу        | Прізвище, ім'я, по батькові      | Дата визнання обраним | Освіта             | Партійна приналежність                        | Відомості про обраного депутата          |
| --------------- | -------------------------------- | --------------------- | ------------------ | --------------------------------------------- | ---------------------------------------- |
| Партія регіонів |                                  |                       |                    |                                               |                                          |
| 7               | Величко Інна Сергіївна           | 03.11.2010            | вища               | член Партії регіонів                          | Лісівська загальноосвітня школа, вчитель |
| 12              | Величко Тетяна Петрівна          | 03.11.2010            | середня спеціальна | член Партії регіонів                          | Лісівська с/рада, секретар               |
| Самовисування   |                                  |                       |                    |                                               |                                          |
| 1               | Глийова-Бабенко Надія Михайлівна | 03.11.2010            | середня спеціальна | член Партії регіонів                          | ФГ «Джерело Г», агроном                  |
| 2               | Жовновата Марія Іванівна         | 03.11.2010            | середня            | член Партії регіонів                          | ТОВ"Надія", касир-бухгалтер              |
| 3               | Кривошия Надія Іванівна          | 03.11.2010            | середня спеціальна | член Партії регіонів                          | тимчасово не працює                      |
| 4               | Ринкова Ірина Василівна          | 03.11.2010            | середня спеціальна | член Всеукраїнського об'єднання «Батьківщина» | ТОВ «Надія», підсобний робіт ник         |
| 5               | Грицюк Сергій Олександрович      | 03.11.2010            | середня спеціальна | член Партії регіонів                          | Лісівська с/рада, земле впорядник        |
| 6               | Грицюк Олена Дмитрівна           | 03.11.2010            | середня спеціальна | член Партії регіонів                          | Лісівська с/рада, бухгалтер              |
| 8               | Підлубна Валентина Василівна     | 03.11.2010            | середня спеціальна | член Всеукраїнського об'єднання «Батьківщина» | ТОВ"Надія", бухгалтер                    |
| 9               | Кузьменко Євдокія Михайлівна     | 03.11.2010            | середня            | член Партії регіонів                          | пенсіонер                                |
| 10              | Назаренко Марія Михайлівна       | 03.11.2010            | вища               | член Партії регіонів                          | Лісівська ЗОНІ, дирек тор школи          |
| 11              | Бицюк Світлана Василівна         | 03.11.2010            | вища               | член Всеукраїнського об'єднання «Батьківщина» | Лісівська загальноосвітня школа, вчитель |